# Гусейнзаде, Чингиз Мухтар оглы
Чингиз Мухтар оглы Гусейнзаде  (азерб. Çingiz Muxtar oğlu Hüseynzadə; род. 21 июля 1951, Баку); — азербайджанский учёный, филолог, доктор филологических наук, профессор. Почётный работник физической культуры и спорта Азербайджанской Республики (2001), вице-президент Национального олимпийского комитета Азербайджана.

## Биография
Чингиз Мухтар оглы Гусейнзаде родился 21 июля 1951 года в Баку в семье интеллигентов. В 1969—1975 годах обучался на факультете востоковедения  Азербайджанского государственного университета. Сын известного учёного тюрколога Мухтара Гусейн-заде.
Чингиз Гусейнзаде женат, супруга — Рафига Гусейнзаде, вице-президент по экологии Государственной нефтяной компании Азербайджанской Республики (ГНКАР) с 2011 по 2023 год. Кандидат геолого-минералогических наук, доцент. Имеет одного сына и двух внуков.

## Научная деятельность
С 1977 по 1988 год работал в Институте языкознания имени Насими НАНА. В 1988 году защитил кандидатскую диссертацию на тему «Тюркские антропонимы в арабоязычных письменных памятниках до XIII века». В 2005 году защитил докторскую диссертацию на тему «Морфологическая норма в азербайджанском языке». Автор более 100 научных работ, включая монографии «Морфологическая норма в азербайджанском языке», «Языковая норма и криминалистика» (в соавторстве) и «Тюркские антропонимы в арабоязычных письменных памятниках до XIII века».

## Общественная и спортивная деятельность
С 1993 по 1997 год работал в Секторе науки Кабинета министров Азербайджанской Республики. С 1993 по 1997 год был консультантом по гуманитарной политике в Администрации президента Азербайджанской Республики, курируя вопросы науки, образования и спорта. С 1996 по 2023 год возглавлял Федерацию лёгкой атлетики Азербайджана. С августа 1997 года член исполнительного комитета, вице-президент Национального олимпийского комитета Азербайджана. В 2009 году стал вице-президентом Исламской федерации спортивных игр. В 2013 году вошёл в Исполнительный комитет Европейских олимпийских комитетов. В 2018 году стал действительным членом Международной академии наук.

## Награды
- 2001 — Звание «Почётный работник физической культуры и спорта».
- 25 октября 2007 — Орден «Слава» — за заслуги в развитии олимпийского движения в Азербайджанской Республике[11].
- 2010 — Премия «Олимпийская слава» Европейского олимпийского комитета на Генеральной ассамблее в Белграде, Сербия.
- 22 января 2018 года — Орден Международного совета военного спорта за вклад в развитие спорта[12].
- 2019 — Награда по случаю 100-летнего юбилея Бакинского государственного университета[13].
- 20 июля 2021 года — Орден «Шараф» (Честь) — за многолетнюю плодотворную деятельность в развитии олимпийского движения в Азербайджанской Республике[14].
- 2 февраля 2024 года — Медаль «100 лет со дня рождения Гейдара Алиева (1923—2023)» (Распоряжение Президента Азербайджанской Республики Ильхама Алиева)[15].